# Klaus Dieter Arndt

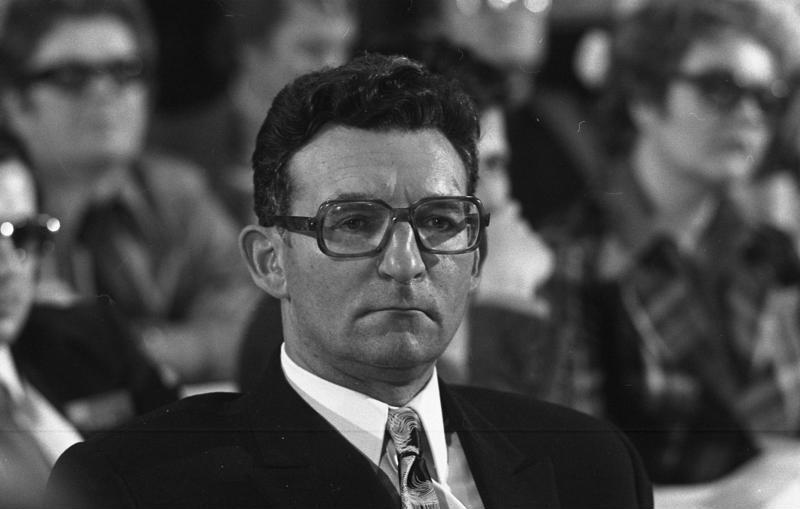
Klaus Dieter Arndt (1973)

Klaus Dieter Arndt (* 9. März 1927 in Berlin; † 29. Januar 1974 ebenda) war ein deutscher Politiker (SPD).

## Leben
Arndt nahm ab 1943 als Soldat am Zweiten Weltkrieg teil. Am 3. März 1944 beantragte er die Aufnahme in die NSDAP und wurde zum 20. April desselben Jahres aufgenommen (Mitgliedsnummer 10.062.126). 1947 bestand er das Abitur und studierte anschließend Volkswirtschaftslehre. Nach dem Studium begann er 1950 als wissenschaftlicher Mitarbeiter seine Tätigkeit beim Deutschen Institut für Wirtschaftsforschung in Berlin. 1951 wurde Sohn Michael geboren. 1959 übernahm Klaus Dieter Arndt am DIW die Leitung des Bereichs Volkswirtschaftliche Gesamtrechnung und war mit 32 Jahren der damals jüngste Abteilungsleiter. 1954 erfolgte seine Promotion an der Freien Universität Berlin zum Dr. rer. pol. mit der Arbeit Wohnungsversorgung und Mietenniveau in der Bundesrepublik Deutschland.

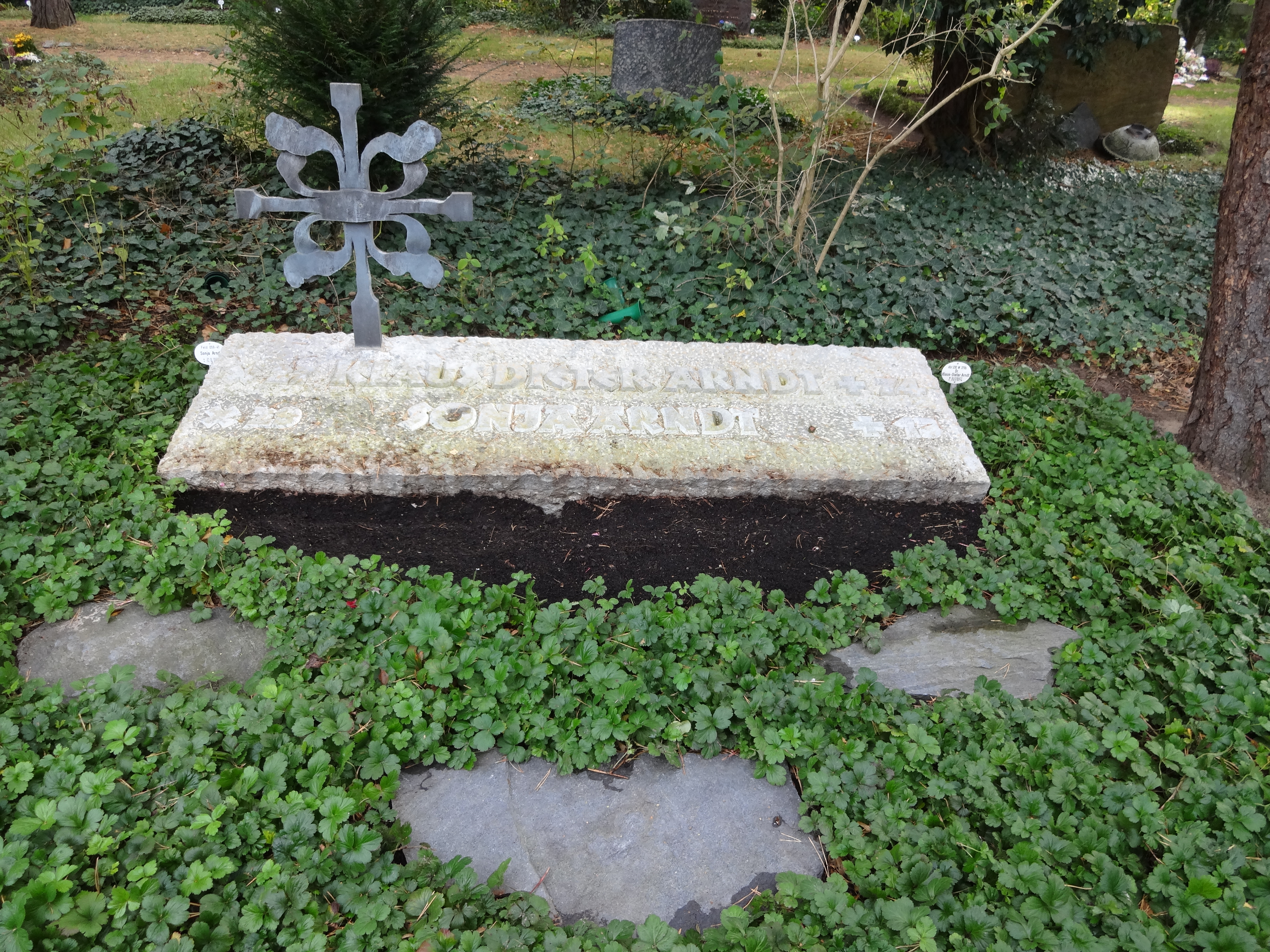
Grabstätte

Von 1968 bis zu seinem frühen Tode 1974 war er Präsident des Deutschen Instituts für Wirtschaftsforschung. Er war verheiratet und hatte drei Kinder. Er ist auf dem Waldfriedhof Zehlendorf bestattet.

## Abgeordneter
Arndt, der 1946 der SPD beigetreten war, war von 1958 bis 1963 Bezirksverordneter in Steglitz und anschließend bis 1965 Mitglied des Abgeordnetenhauses von Berlin. Er gehörte von 1965 bis zu seinem Tode für drei Wahlperioden als Berliner Abgeordneter dem Deutschen Bundestag an. 1973 wurde er Stellvertretender Vorsitzender der SPD-Bundestagsfraktion. Seit 1971 war er auch Mitglied des Europäischen Parlaments.

## Öffentliche Ämter
Am 12. April 1967 wurde er als Parlamentarischer Staatssekretär beim Bundesminister für Wirtschaft in die von Bundeskanzler Kurt Georg Kiesinger geführte Bundesregierung berufen. Dieses Amt behielt er zunächst auch in der ab 1969 von Willy Brandt geleiteten Regierung, schied dann aber am 14. September 1970 aus dem Amt.